# Ovicula biradiata

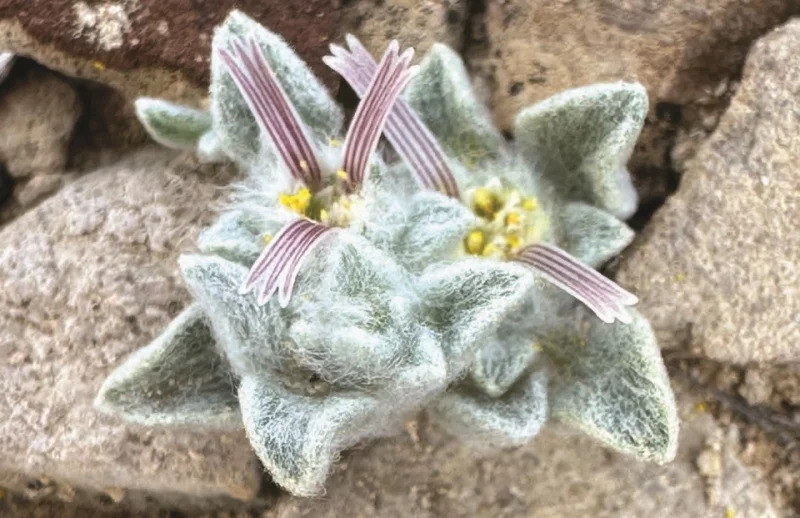

Ovicula biradiata — вид рослин родини айстрових. Вид походить з пустелі Чіуауа в національному парку Біг-Бенд, Техас, США. Це єдиний вид в роду Ovicula. Його вперше задокументували у 2024 році та назвали «шерстистим дияволом» через волохате листя та променеві квіти, схожі на роги диявола.

## Відкриття
Рослина була знайдена в березні 2024 року ботаніком Національного парку Біг-Бенд, Деброю Л. Менлі, у партнерстві з наглядачем парку. Менлі завантажила свої фотографії рослини на наукову платформу спільноти iNaturalist. Дослідження, що ідентифікують його як новий рід, було завершено командою вчених з Каліфорнійської академії наук, Національного парку Біг-Бенд, Державного університету Сула Росса в Техасі та CIISDER [es] в Університеті Автонома де Тлакскала в Дуранго. Востаннє новий вид рослини було виявлено в національному парку США в 1976 році, коли Dedeckera eurekensis була знайдена в Долині Смерті.